# Angelina (nombre)
Angelina es una forma diminutiva del nombre Ángela, el cual se deriva desde el griego angelos (en letras griegas αγγελος) o "mensajero." ese es el significado de "ángel."

## Personas famosas con el nombre de Angelina
- Angelina Jolie (n. 1975), actriz estadounidense
- Eva Angelina (n. 1985), actriz porno estadounidense
- Angelina Armani (n. 1987) Actriz porno estadounidense
- Angelina Johnson (n. en octubre de 1977) es un personaje ficticio en la saga de libros de Harry Potter.
- Angelina Love, (13 de septiembre de 1981 -) es una luchadora profesional canadiense.
- Angelina Pagano, (1888 - 1962), directora de teatro y actriz de cine argentina

## Lugares
- Angelina es un municipio brasileño del estado de Santa Catarina.
- Angelina es una antigua y famosa mansión ubicada en París (Francia). Actualmente funciona como una de las pastelerías Gourmet más destacadas de Europa.

- Datos: Q1097621
- Multimedia: Angelina (given name) / Q1097621